# Grand Paris Sud Ouest 92 Issy
Il Grand Paris Sud Ouest 92 Issy, abbreviato in GPSO 92 Issy, è una società di calcio femminile francese con sede a Issy-les-Moulineaux, città situata nel dipartimento dell'Hauts-de-Seine, nei pressi di Parigi, nella regione del Île-de-France.
Il
Fondata originariamente nel 1997 come EuroPeru, citata anche come EuroPérou, mantenne tale denominazione fino al 2001, anno in cui mutò in Football Féminin Issy-les-Moulineaux, abbreviato FF Issy-les-Moulineaux o FF Issy, e dall'estate 2020 nell'attuale.
La squadra, guidata dal tecnico Yacine Guesmia dall'estate 2016, disputa le partite interne nello stadio Marcel-Bec di Meudon e nel campionato 2019-2020 si è classificata al primo posto della Division 2 Féminine del gruppo A, tornando in Division 1 Féminine dopo avervi militato Nei campionati 2012-2013 e 2014-2015.

## Palmarès
- Campionato francese di seconda divisione: 3

2011-2012, 2013-2014, 2019-2020

## Organico

### Rosa 2019-2020
Rosa, ruoli e numeri di maglia tratti dal sito ufficiale e sito Footofeminin.fr, aggiornata al 7 ottobre 2018.
| N. |                        | Ruolo | Calciatrice          |
| -- | ---------------------- | ----- | -------------------- |
| 1  | Francia (bandiera)     | P     | Solène Froger        |
| 2  | Stati Uniti (bandiera) | D     | Frances Reuland      |
| 4  | Francia (bandiera)     | D     | Pauline Dhaeyer      |
| 6  | Francia (bandiera)     | C     | Fanny Pereira        |
| 7  | Haiti (bandiera)       | A     | Batcheba Louis       |
| 8  | Francia (bandiera)     | D     | Nonna Debonne        |
| 9  | Francia (bandiera)     | A     | Lilas Traïkia        |
| 10 | Tunisia (bandiera)     | C     | Ella Kaabachi        |
| 11 | Francia (bandiera)     | C     | Sara Janbon          |
| 12 | Francia (bandiera)     | A     | Cindy Thomas         |
| 14 | Francia (bandiera)     | C     | Ariana Mondiri       |
| 15 | Spagna (bandiera)      | D     | Clara Creus Fabregat |

| N. |                    | Ruolo | Calciatrice         |
| -- | ------------------ | ----- | ------------------- |
| 18 | Francia (bandiera) | A     | Camélia Toumi       |
| 19 | Francia (bandiera) | D     | Ana Alves Rodrigues |
| 20 | Francia (bandiera) | C     | Laurie Teinturier   |
| 21 | Francia (bandiera) | D     | Gwenaëlle Butel     |
| 23 | Francia (bandiera) | D     | Sarah Boudaoud      |
| 26 | Francia (bandiera) | D     | Oumy Stéphanie Bayo |
| 27 | Senegal (bandiera) | C     | Fatoumata Bathily   |
| 30 | Francia (bandiera) | P     | Djanae Longo Nsame  |
| 33 | Francia (bandiera) | A     | Chelsea Abrin       |
|    | Francia (bandiera) | P     | Pauline Moitrel     |
|    | Francia (bandiera) | D     | Celya Barclais      |
|    | Francia (bandiera) | A     | Julie Rabanne       |